# 葛原俊輔
葛原俊輔（日语：くずはら しゅんすけ，1989年4月21日—），日本男子游泳运动员。神奈川縣出生，畢業於名瀬中学校及湘南工科大学付属高校，現就讀於日本大学。

## 生涯
2010年，葛原代表日本參加廣州亞運會游泳比賽的男子4x200米自由泳接力、4x100米自由泳接力及4x100米混合泳接力三個項目，奪得一金兩銀的佳績。